# Thylactus umbilicatus
Thylactus umbilicatus är en skalbaggsart som beskrevs av Hüdepohl 1990. Thylactus umbilicatus ingår i släktet Thylactus och familjen långhorningar. Inga underarter finns listade i Catalogue of Life.